# 테일러 네그론

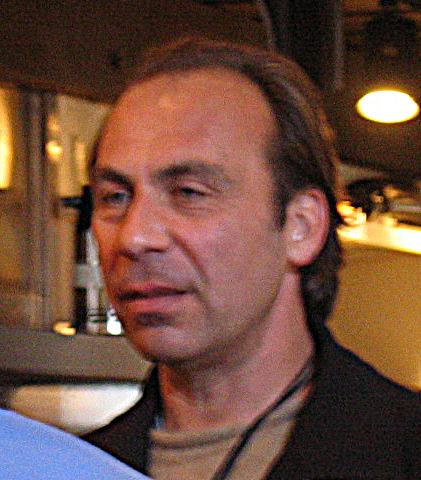

테일러 네그론(Taylor Negron, 1957년 8월 1일 ~ 2015년 1월 10일)은 미국의 배우, 화가, 각본가이다.
글렌데일에서 태어났으며 로스앤젤레스에서 사망하였다. 사인은 간암이다.

## 영화
- 에일리어네이티드 (2015년)
- Shoot the Hero! (2010) - 더글러스 역
- 산토리니 블루 (2010년)
- The Deported (2009) - 성직자 역
- 체인지 유어 라이프! (2009년)
- 스크림 오브 더 비키니 (2009년)
- 슈퍼 카퍼스 (2009년)
- 채널 (2008년)
- 락 앤 롤 포에버 (2008, Lock and Roll Forever)
- 베가스로 가는 3일 (2007년)
- 플레지 디스! (2006, National Lampoon's Pledge This!)
- 아리스토캣 (2005년)
- 펑키 멍키 (2004년)
- 더 플러퍼 (2001년)
- 소 리틀 타임 (2001년)
- 콜 미 산타클로스 (2001년)
- 인 크라우드 (2000년) - 루이스 역
- 아메리칸 촌놈 (2000년)
- 고인돌 가족 2 (2000년)
- 캔트 스탑 댄싱 (1999년)
- 스튜어트 리틀 (1999년)
- 아이 워크 업 어리 더 데이 아이 다이드 (1998년)
- 유 럭키 독 (1998년)
- 체인징 하빗 (1997년)
- 알라딘 (1997년)
- 바이오돔 (1996년)
- 스파이 하드 (1996년)
- 서브젝트 솔저 (1995년)
- 인에비터블 그레이스 (1994년)
- 더 스톤드 에이지 (1994년) - 본인 역
- 스피드 업 (1994년)
- 외야의 천사들 (1994년)
- 난폭한 주말 (1991년)
- 마지막 보이 스카웃 (1991년) - 마일로 역
- 펀치라인 (1988년)
- 키아누리브스의리버스엣지 (1986년)
- 팜 비치의 우피 보이스 (1986년)
- 크레이지 걸 (1986년)
- 마데라 의과 대학 (1985년)
- 작은 사랑의 기적 (1985년)
- 크레아 머니 (1983년) - 줄리오 역
- 병원광 시대 (1982년)

### 텔레비전
- 프렌즈 (1994년)